# Аржанов, Михаил Михайлович
Михаил Михайлович Аржанов (3 июля 1873 — 3 октября 1938) — российский и советский военный деятель, железнодорожник, в годы Гражданской войны начальник ЦУПВОСО, Герой Труда (1930), Почётный железнодорожник (1934), дивинженер запаса (1937).

## Биография
Из дворян. Родился Михаил Михайлович Аржанов в 1873 году, в семье учащегося Военно-медицинской академии, впоследствии военного врача. В детстве жил в Закавказье, окончил кадетский корпус.
В 1899 году поступил в Александровское военное училище, через два месяца был переведён в Николаевское инженерное училище, окончил с отличием, выпущен в 1892 году в чине подпоручика в 4-й сапёрный батальон и был откомандирован на 2-й курс Военной электротехнической школы. В 1893 году окончил офицерский электротехнический класс, но уже в 1894 году уволился со службы.
В отставке устроился на работу конторщиком-списчиком управления Московско-Брестской железной дороги, с августа 1899 года — ревизор движения на той же дороге. С началом Русско-японской войны, в 1904 году мобилизован, был назначен начальником эксплуатационного участка Управления военных сообщений (УВОСО) Манчжурской армии. В боях был ранен, за боевые отличия награждён орденом Святого Владимира 4-й степени с мечами. После перемирия становится инженером для поручений при начальнике штаба Манчжурской армии.
В 1907 году вновь вышел в запас, назначен ревизором движения 4-го участка (Минск). С марта 1907 года работал на Среднеазиатской железной дороге — начальником отделения службы движения, с апреля 1912 года — второй, позднее первый помощник начальника службы движения дороги.
С началом Первой мировой войны был вновь мобилизован и назначен начальником головного железнодорожного отдела, с апреля 1915 года — начальник отдела путей сообщения Управления ВОСО Кавказского фронта, позднее — начальник службы движения Среднеазиатской железной дороги, с ноября 1915 года — помощник начальника, затем начальник Архангельского отдела Северных железных дорог, с 1917 года служил на Мурманской железной дороге — помощник начальника, затем начальник Полярного отдела, затем вновь помощник начальника.
С мая 1918 года работал в Наркомате путей сообщения (НКПС) — начальник Технического отдела Эксплуатационного управления, помощник начальника, начальник того же управления. В 1918 году вступил в РККА, в конце 1918 года назначен начальником ЦУП ВОСО РККА. С 24 февраля 1919 года по 15 августа 1922 года — начальник ЦУП ВОСО РСФСР. Одновременно он занимал посты: с апреля 1920 года по апрель 1921 года — главный инспектор путей сообщений РСФСР; с 1919 года — заместитель начальника Полевого штаба РВСР; с 17 декабря 1921 года по 1923 год — главный начальник военных снабжений (Главвоенснаб) РККА.
У М. М. Аржанова был собственный литерный поезд, в числе прочего там был вагон-гараж с автомобилем. С ним на поезде путешествовали многочисленные порученцы и охрана. М. М. Аржанов был постоянно в разъездах, решал проблемы с военными сообщениями и снабжением, за время Гражданской войны он побывал на Кавказском, Восточном, Западном, Южном и Северном фронтах.
Благодаря ему скорость переброски эшелонов на Западный фронт против войск Н. Н. Юденича была доведена до 1 000 километров в сутки, за что 31 октября 1919 года М. М. Аржанов получил благодарность РВСР. С июля 1919 года он отвечал за переброску войск для отражения наступления армии ВСЮР А. И. Деникина. При контрнаступлении РККА в конце 1919 года — начале 1920 года большую сложность для железнодорожников представляло восстановление путей сообщения, так как Юго-Восточные железные дороги сильно пострадали в результате боёв. В феврале-марте 1920 года под его руководством железные дороги были восстановлены.
Во время Советско-польской войны в период наступления РККА на Варшаву (август 1920 года) нужно было быстро перешивать колею с европейской на русскую, под контролем М. М. Аржанова скорость перешивки была доведена до 20 километров в сутки. После поражения РККА поезду Аржанова пришлось с боем прорываться из окружения.
С октября 1923 года по апрель 1924 года — начальник ВОСО РККА, затем был отстранён от должности за близость с Л. Д. Троцким и назначен помощником инспектора инженеров РККА. В октябре 1924 года был освобожден от службы по личной просьбе, с оставлением в списках.
В 1924 году назначен председателем Московского комитета по регулированию перевозок. В октябре 1925 года зачислен в резерв РККА и направлен военным советником в Китай. После возвращения, с мая 1931 года — заместитель начальника Центрального управления контроля и проверки исполнения НКПС, с ноября 1931 года — заместитель начальника Центрального эксплуатационного управления НКПС, одновременно, с апреля 1932 года — начальник Специальной эксплуатационной инспекции, с декабря 1932 года — для особо важных поручений при наркоме НКПС, с июня 1935 года — член Научно-технического совета НКПС. В 1937 году уволен в отставку с присвоением звания дивинженер запаса. В партию не вступал. Был женат, имел двух детей, владел французским и немецким языком. Персональный пенсионер республиканского значения.
17 декабря 1937 года был арестован. 3 октября 1938 года Военной коллегией Верховного суда СССР, по обвинению во вредительстве и участии в контрреволюционной шпионско-террористической организации приговорен к ВМН, расстрелян в тот же день на Коммунарке, похоронен там же.
19 мая 1956 года реабилитирован.

## Чины и звания
Российской империи:
- подпоручик — 1892
- поручик
- штабс-капитан[2]

СССР:
- дивинженер запаса — 1937

## Награды
Российской империи:
- Орден Святого Владимира 4-й степени с мечами — за Русско-японскую войну.
- Другие награды

СССР:
- Герой Труда — 13.01.1930
- Орден Красного Знамени — 18.10.1920 (Приказ РВСР № 503)
- Орден «Знак Почёта» — 1936
- Знак «Почётный железнодорожник» (№ 2) — 1934 (в связи с 40-летием службы на ж/д транспорте).

Так же за время Гражданской войны им были получены: Драгоценный посох патриарха (по другим данным палка Петра I), благодарности в приказах РВСР, денежные награды и наградные золотые часы.